# Academia Comunitaria Roberto Clemente
La Academia Comunitaria Roberto Clemente (Roberto Clemente Community Academy), o la Escuela Preparatoria Roberto Clemente (Roberto Clemente High School), es una escuela preparatoria (high school) en el barrio Humboldt Park en West Town, Chicago, Illinois. Como parte de as Escuelas Públicas de Chicago, la preparatoria se abrió en 1974, en sustitución de la antigua Turley High School.
Gina M. Pérez, la autora de The Near Northwest Side Story: Migration, Displacement, and Puerto Rican Families, afirmó que en Chicago la preparatoria se conoce como "la escuela preparatoria puertorriqueña". Jennifer Domino Rudolph, la autora de Embodying Latino Masculinities: Producing Masculatinidad afirmó que la preparatoria "está fuertemente asociado con el nacionalismo cultural puertorriqueño". Ana Y. Ramos-Zayas, la autora de National Performances: The Politics of Class, Race, and Space in Puerto Rican Chicago, afirmó que los medios de comunicación Chicago retrató la preparatoria como "la propiedad de los nacionalistas puertorriqueños" y "una parte de Puerto Rico".
Wilfredo Cruz, autor de Puerto Ricans in Chicago, afirmó que la preparatoria tenía un equipo de béisbol "formidable".